# Distrito de Tursunzoda
Tursunzoda (en tayiko: Ноҳияи Турсунзода ) es un distrito de Tayikistán, en la Región bajo subordinación republicana . 
Comprende una superficie de 1175 km².
El centro administrativo es la ciudad de Tursunzoda.

## Demografía
Según estimación 2009 contaba con una población total de 109277 habitantes.

## Otros datos
El código ISO es TJ.RR.TR, el código postal 737450 y el prefijo telefónico +992 3130.